# (68730) Straizys
(68730) Straizys (2002 EA13) – planetoida z pasa głównego asteroid okrążająca Słońce w ciągu 4,51 lat w średniej odległości 2,73 j.a. Odkryta 15 marca 2002 roku.